# 鈴木禎次
鈴木 禎次（すずき ていじ、明治3年7月6日（1870年8月2日） - 昭和16年（1941年）8月12日）は、日本の建築家。静岡県静岡市出身。夏目漱石の相婿（妻同士が姉妹）で、漱石の小説の中にも登場する。

## 経歴
1870年（明治3年）駿河国静岡に旧旗本で大蔵官僚の鈴木利亨の長男として生まれる。1896年（明治29年）に帝国大学工科大学造家学科を卒業。翌年、三井銀行に入り建築係に勤務する。1898年（明治31年）夏目漱石の妻である夏目鏡子（旧姓：中根）の妹（時子）と結婚し、1903年（明治36年）、文部省の命を受けイギリスとフランスに留学。1906年（明治39年）名古屋高等工業学校（現・名古屋工業大学）の建築科教授・同科長となり赴任。1922年（大正11年）に退官。名古屋に鈴木建築事務所を開設する。1941年（昭和16年）71歳で逝去した。墓所は染井霊園。
鈴木が生涯で設計した建築物は80棟に及び、うち44棟が名古屋市内に集中している。このことから「名古屋をつくった建築家」とも呼ばれることがある。
2009年（平成21年）、光鯱会（名古屋工業大学建築学科同窓会）の創設100周年記念事業として鈴木禎次賞が創設された。

## 作品
| 名称                                                      | 年                 | 所在地               | 状態                         | 備考                                    |
| --------------------------------------------------------- | ------------------ | -------------------- | ---------------------------- | --------------------------------------- |
| 鶴舞公園奏楽堂・噴水塔                                    | 1910年（明治43年） | 愛知県名古屋市昭和区 |                              |                                         |
| 旧中埜家住宅                                              | 1911年（明治44年） | 愛知県半田市         | 重要文化財                   |                                         |
| 旧岡崎銀行本店 （岡崎信用金庫資料館）                     | 1916年（大正5年）  | 愛知県岡崎市         | 登録有形文化財               |                                         |
| 夏目漱石墓標                                              | 1917年（大正6年）  | 東京都豊島区         |                              |                                         |
| 旧諸戸精太郎邸洋室（諸戸氏庭園）                          | 1918年（大正7年）  | 三重県桑名市         | 重要文化財                   |                                         |
| 野澤屋呉服店 （横浜松坂屋）                               | 1921年（大正10年） | 神奈川県横浜市中区   | 現存せず                     |                                         |
| 鈴木禎次記念碑                                            | 1923年（大正12年） | 愛知県名古屋市昭和区 | 退官を記念して建設           |                                         |
| 旧中埜銀行本店                                            | 1924年（大正13年） | 愛知県半田市         | 現存せず                     |                                         |
| 旧名古屋銀行一宮支店 （オリナス一宮）                     | 1924年（大正13年） | 愛知県一宮市         |                              |                                         |
| 旧名古屋銀行本店 （ザ・コンダーハウス）                   | 1926年（昭和元年） | 愛知県名古屋市東区   |                              | 旧三菱UFJ銀行貨幣資料館 (2002年-2009年) |
| 松坂屋上野店                                              | 1929年（昭和4年）  | 東京都台東区         | 外部は改修、内装の一部が残る |                                         |
| 伴華楼（揚輝荘）                                          | 1929年（昭和4年）  | 愛知県名古屋市千種区 |                              |                                         |
| 旧高原ビル （国際東船場113ビル）                          | 1932年（昭和7年）  | 徳島県徳島市         | 登録有形文化財               |                                         |
| 旧豊田喜一郎邸                                            | 1933年（昭和8年）  | 愛知県豊田市         |                              | 移築                                    |
| 旧松坂屋大阪店 （髙島屋東別館）                           | 1934年（昭和9年）  | 大阪市浪速区         | 重要文化財                   |                                         |
| 旧日本陶器事務所 （ノリタケカンパニーリミテド事務館本館） | 1938年（昭和13年） | 愛知県名古屋市西区   |                              |                                         |

## ギャラリー

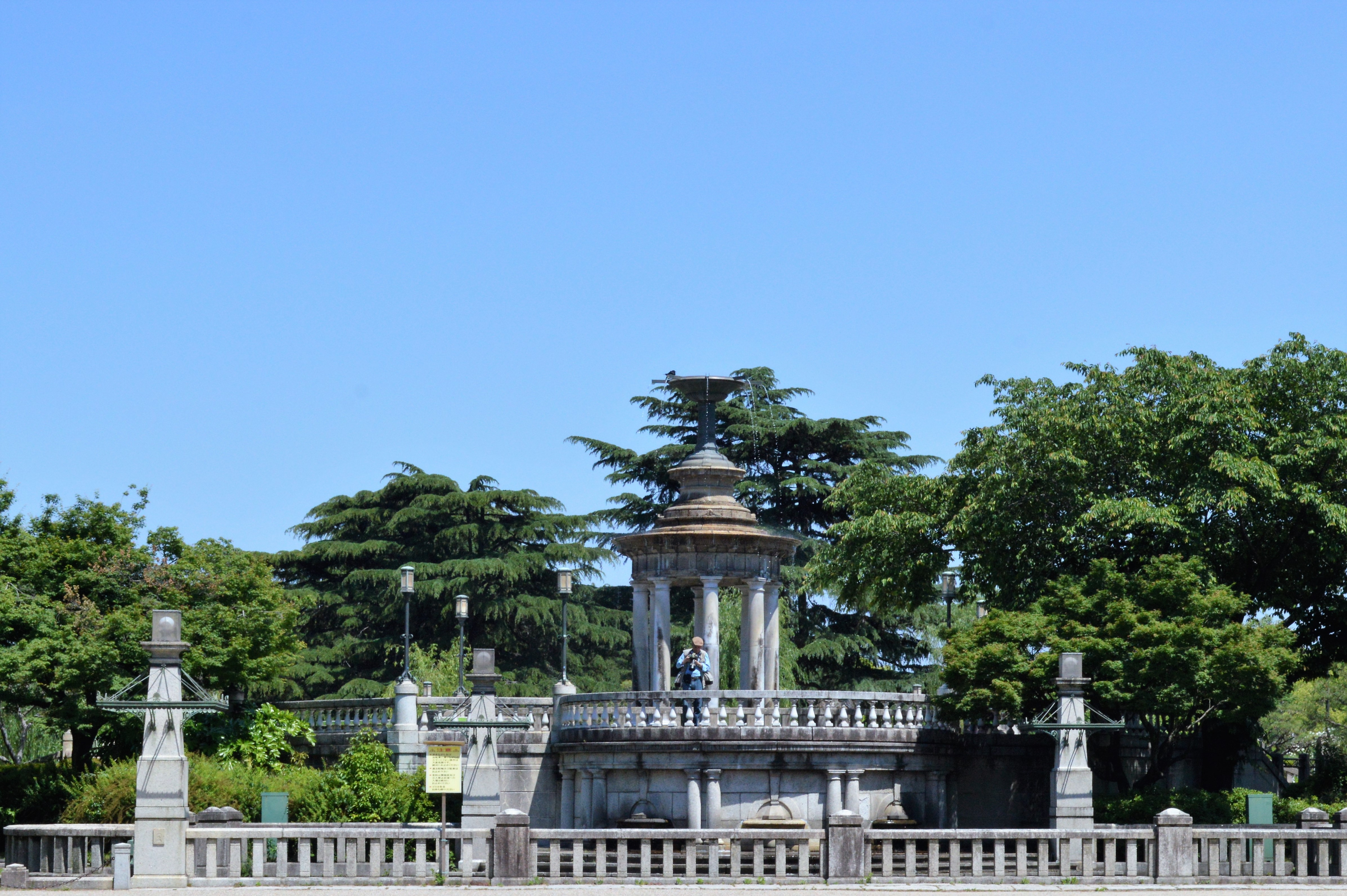
鶴舞公園噴水塔
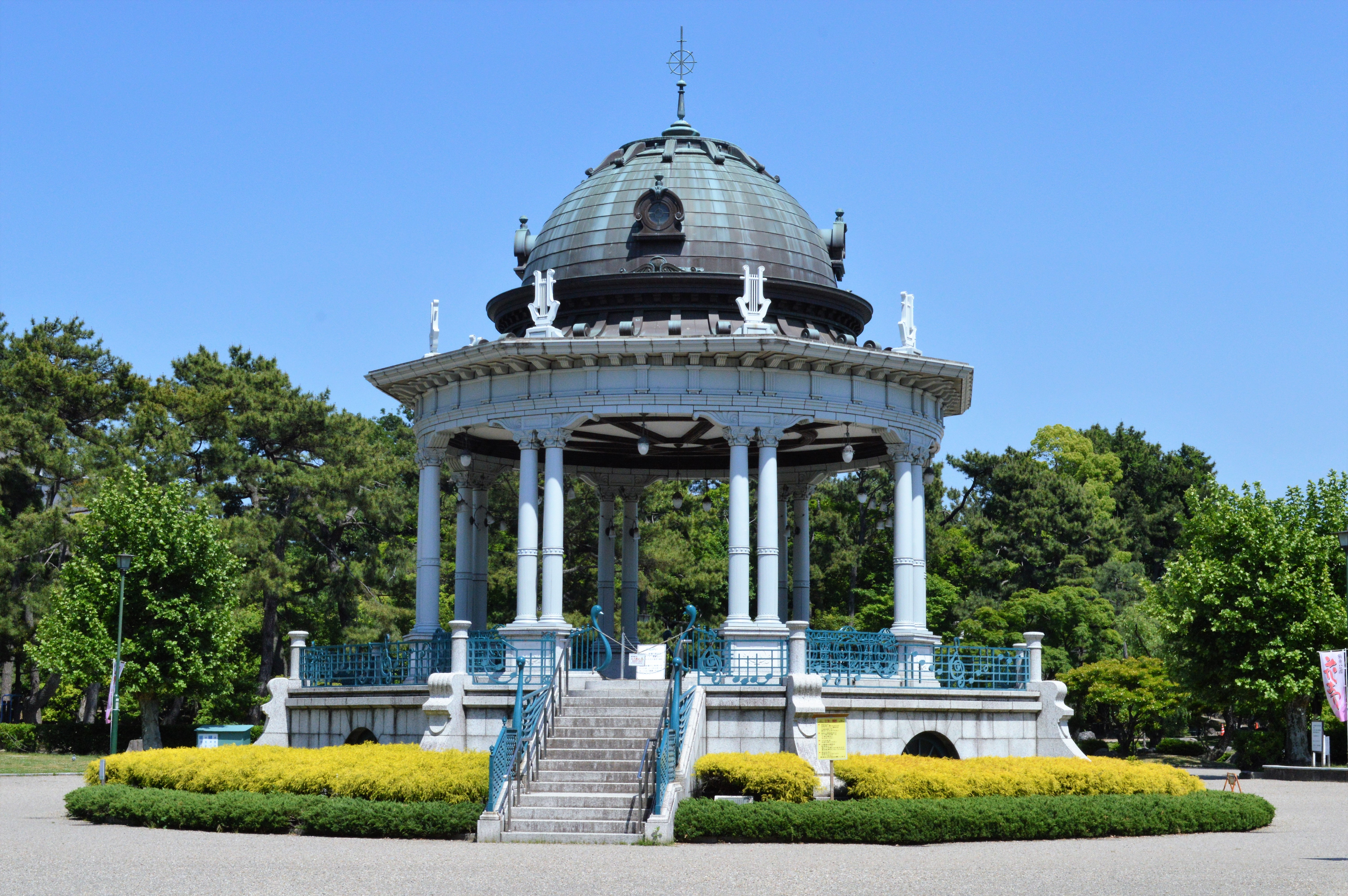
鶴舞公園奏楽堂
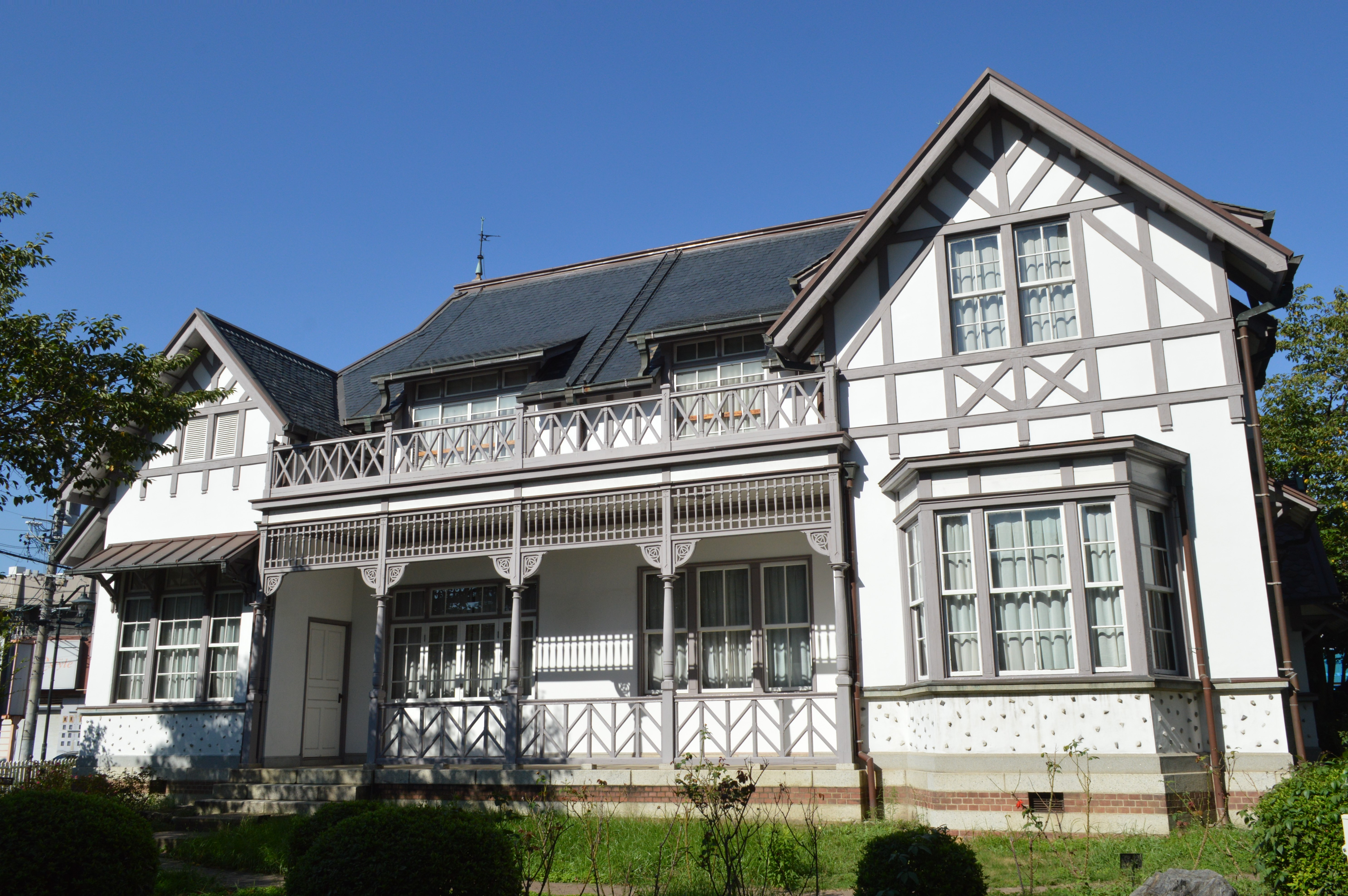
旧中埜家住宅
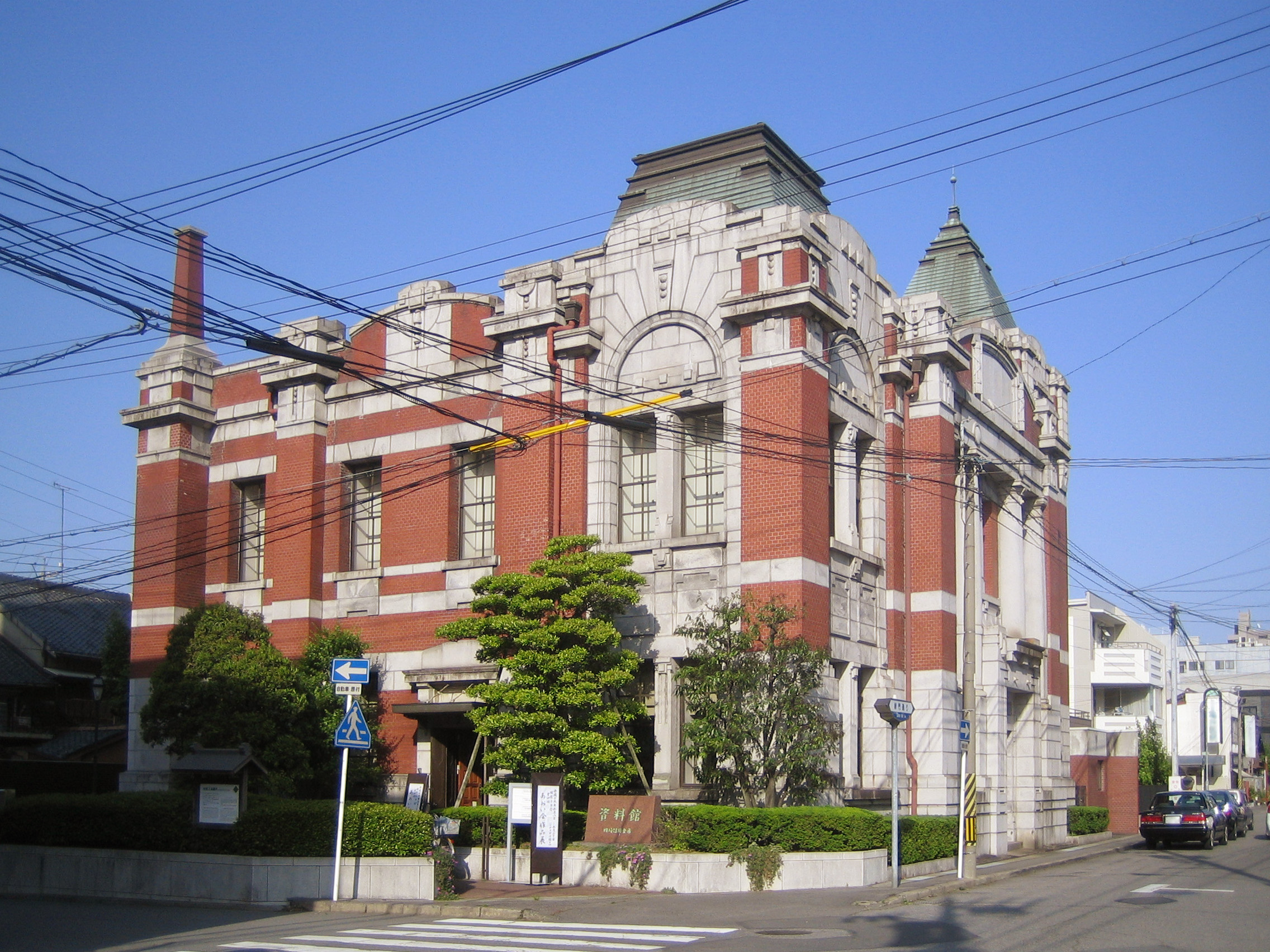
岡崎信用金庫資料館
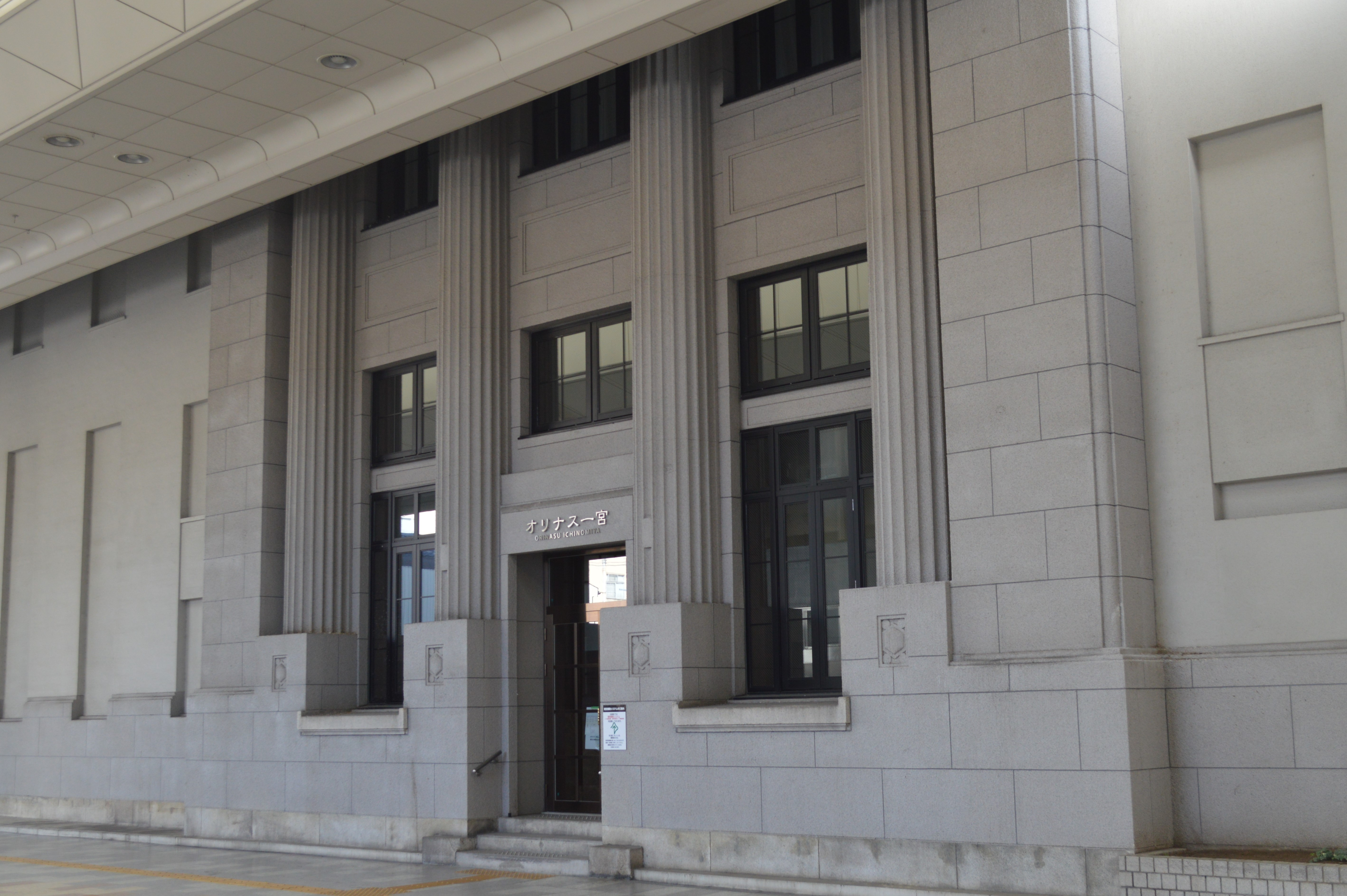
旧名古屋銀行一宮支店
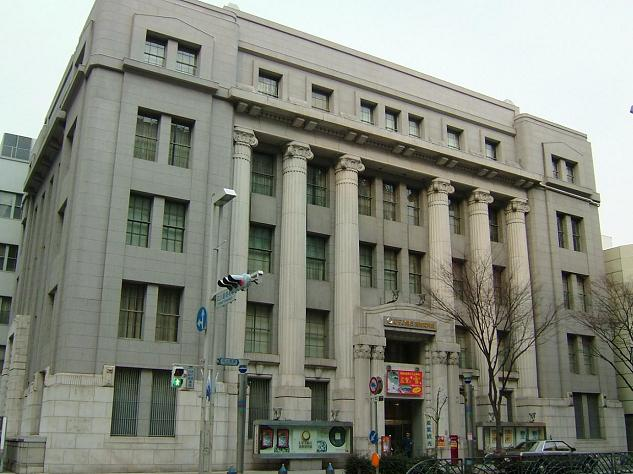
旧名古屋銀行本店
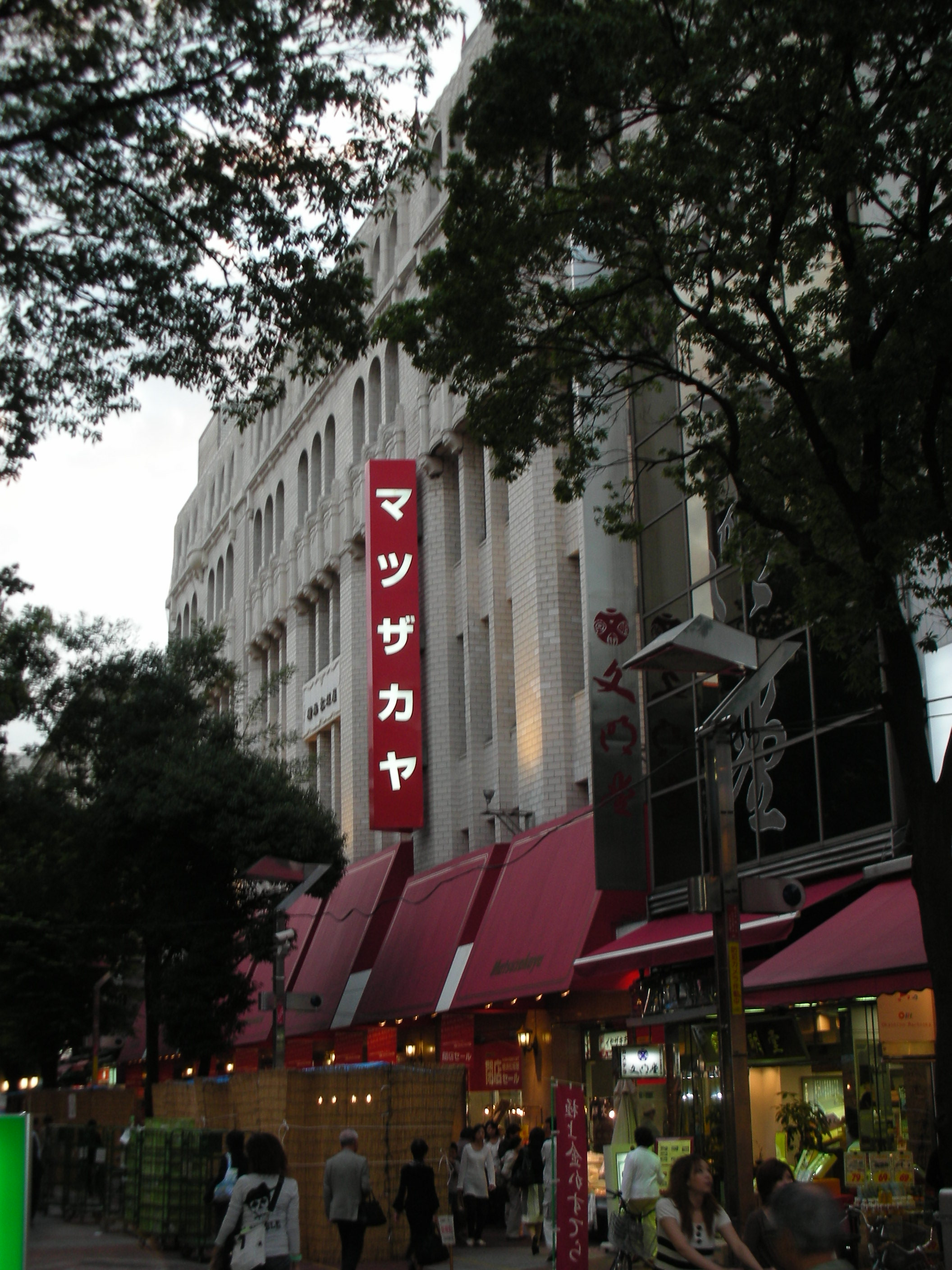
横浜松坂屋
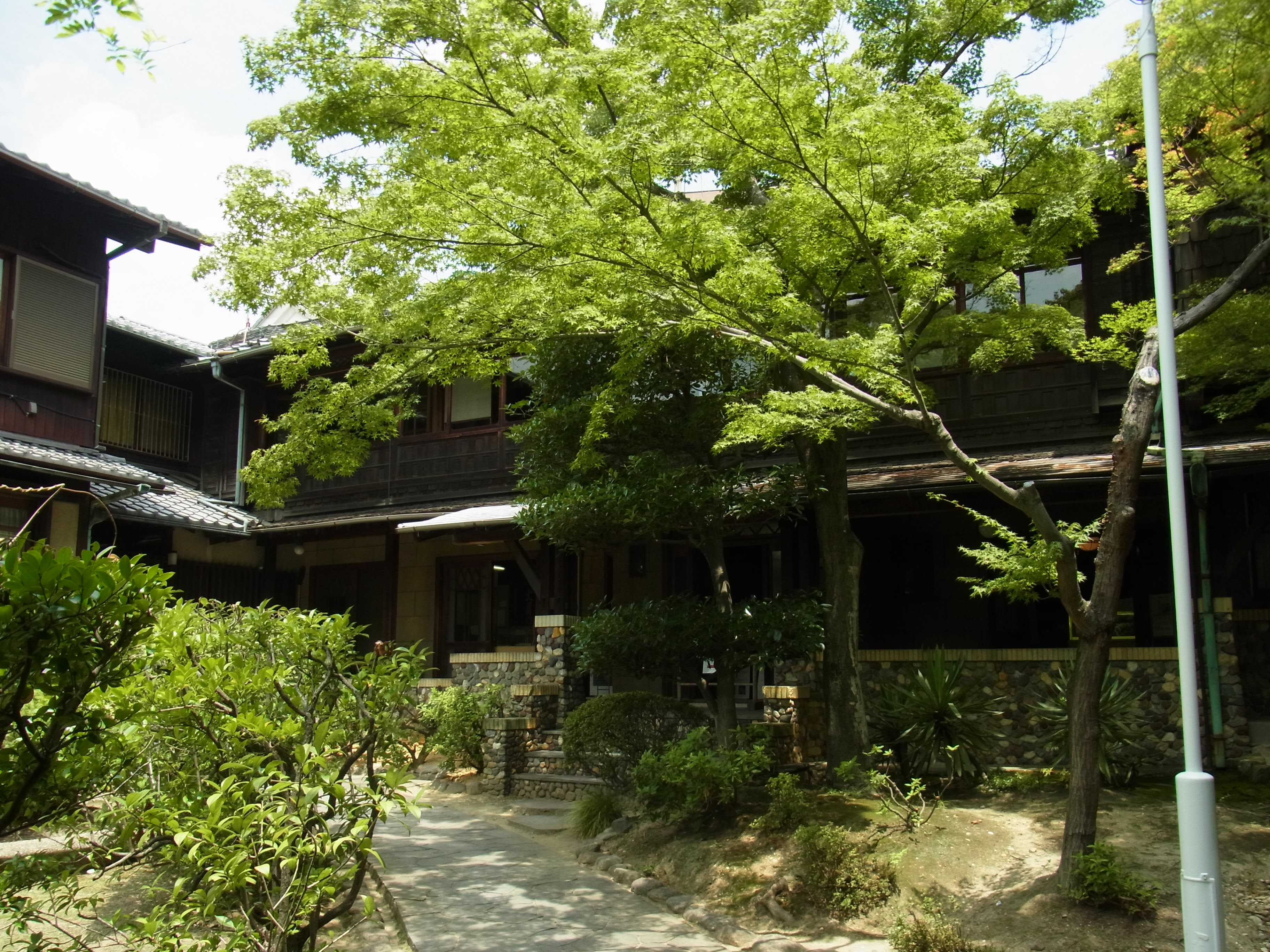
伴華楼
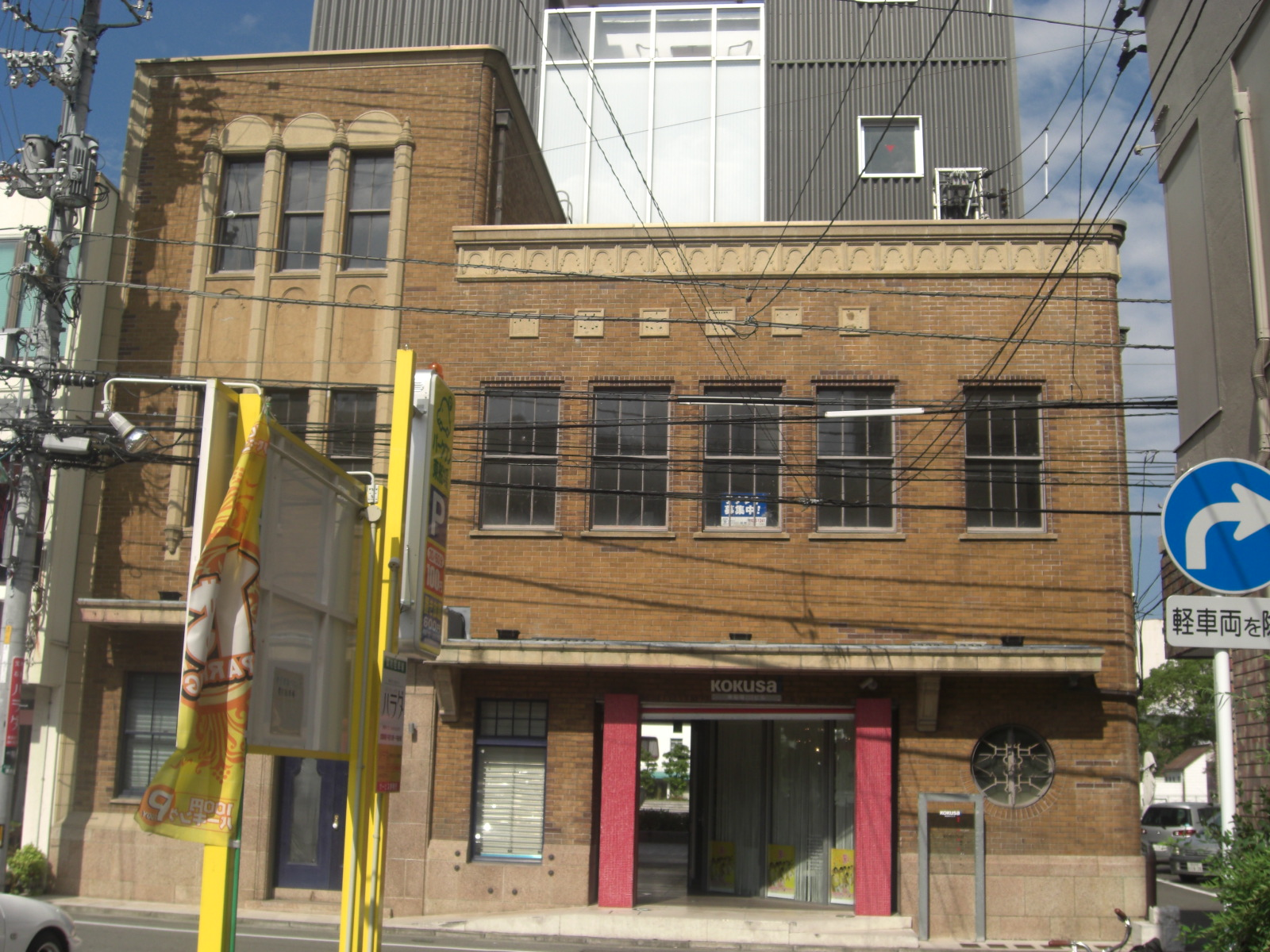
旧高原ビル
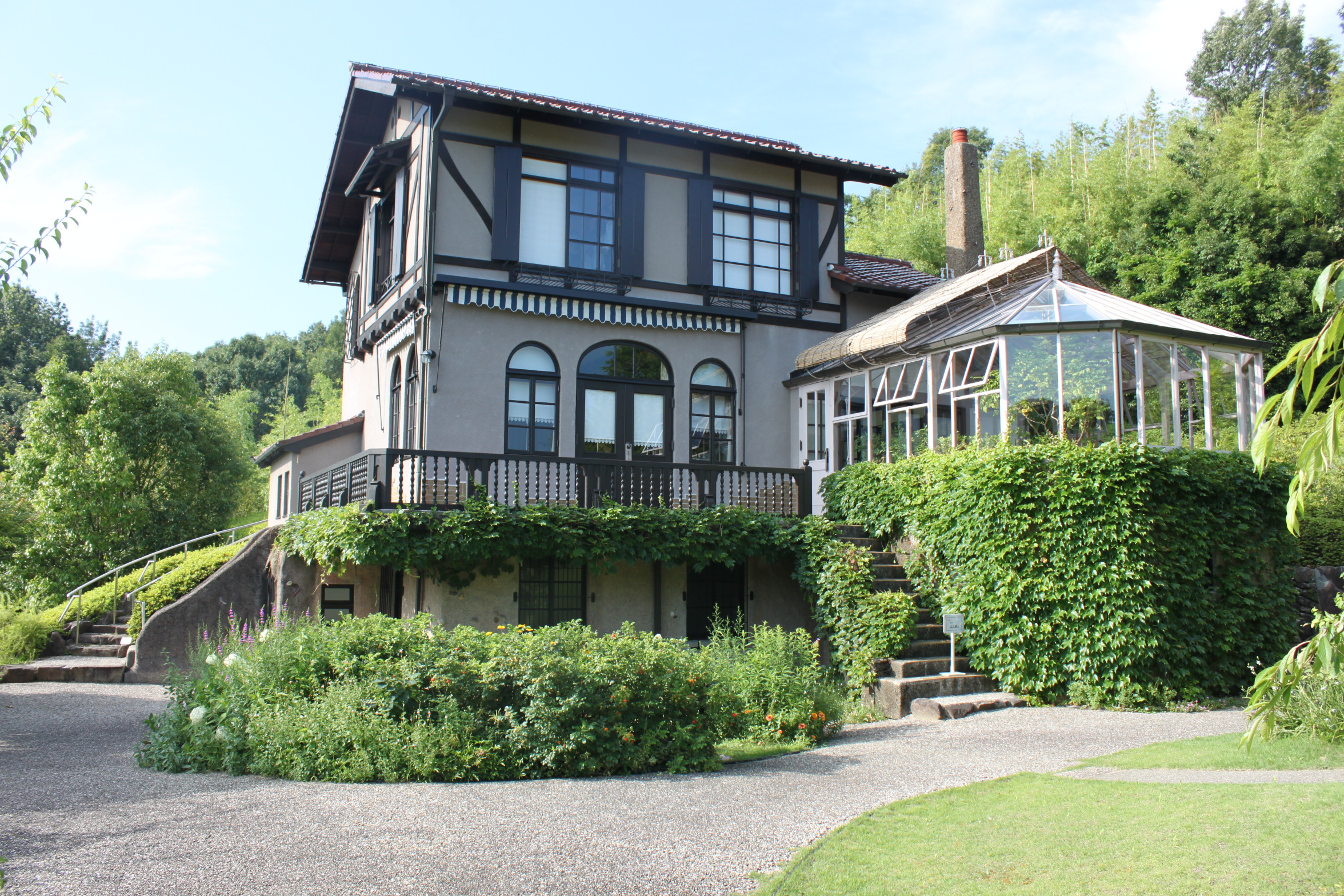
豊田喜一郎邸

## 親族
- 鈴木穆（しずか）- 実弟。朝鮮総督府度支部長官・朝鮮銀行副総裁。
- 夏目漱石 - 義兄。小説家。妻時子と漱石の妻鏡子は実の姉妹。鈴木は雑司ヶ谷霊園にある漱石の墓石の設計者である。

## 夏目漱石との交流
漱石の相婿ということもあり、漱石の英国留学時から折に触れて交流があり、そのことは漱石の日記にしばしば夫妻で登場する。